# Комбинаторная геометрия
Комбинаторная или дискретная геометрия — раздел геометрии, в котором изучаются комбинаторные свойства геометрических объектов и связанные с ними конструкции. В комбинаторной геометрии рассматривают конечные и бесконечные дискретные множества или структуры базовых однотипных геометрических объектов (точек, прямых, окружностей, многоугольников, тел с одинаковым диаметром, целочисленных решёток и т. п.) и ставят вопросы, связанные со свойствами различных геометрических конструкций из этих объектов или на этих структурах. Проблемы комбинаторной геометрии простираются от конкретных «предметно»-комбинаторных вопросов (хотя и не всегда с простыми ответами) — замощения, упаковка кругов на плоскости, формула Пика — до вопросов общих и глубоких, таких как гипотеза Борсука, проблема Нелсона — Эрдёша — Хадвигера.

## История
Хотя многогранники, замощения и упаковка шаров исследовались ещё Кеплером и Коши, современная комбинаторная геометрия начала формироваться в конце XIX века. Одними из первых задач были: плотность упаковки кругов Акселя Туэ, проективная конфигурация Штайница, геометрия чисел Минковского и проблема четырёх красок Фрэнсиса Гутри.

## Примеры задач
Представление о диапазоне задач комбинаторной геометрии дают следующие примеры.
- Лемма Витали о покрытиях — комбинаторногеометрический результат. Широко используется в теории меры.

- Задача о возможных и наиболее плотных упаковках кругов на плоскости и шаров в пространстве. Наиболее плотные упаковки кругов и шаров представляются очевидными. Но полное математическое доказательство для кругов было получено только в 1940 году[1]. Для шаров компьютерное доказательство гипотезы Кеплера появилось спустя 400 лет в 1998 году в работе математика Томаса Хейлса[англ.]

- Теорема Эрдёша — Секереша о выпуклых многоугольниках утверждает, что в любом достаточно большом множестве точек в общем положении на плоскости можно найти {\displaystyle n} точек, являющихся вершинами выпуклого многоугольника. Гипотеза Эрдёша — Секереша о минимальном числе точек, обязательно содержащих выпуклый {\displaystyle n}-угольник, на сегодня не доказана. Данная задача является также задачей теории Рамсея.

- Теорема Минковского о выпуклом теле. Пусть {\displaystyle S} — замкнутое выпуклое тело, симметричное относительно начала координат {\displaystyle O} {\displaystyle n}-мерного евклидова пространства, имеющее объём {\displaystyle \geq 2^{n}}. Тогда в {\displaystyle S} найдётся целочисленная точка, отличная от {\displaystyle O}. Эта теорема положила начало геометрии чисел.

- Гипотеза Борсука утверждает, что любое тело диаметра {\displaystyle d} в {\displaystyle n}-мерном евклидовом пространстве можно разбить на {\displaystyle n+1} часть так, что диаметр каждой части будет меньше {\displaystyle d}. Эта гипотеза была доказана для размерностей {\displaystyle 2} и {\displaystyle 3}, но опровергнута для пространств большой размерности. По известной сегодня оценке она неверна для пространств размерности 64 и более[2].

- Задача Данцера — Грюнбаума заключается в поиске конечного множества из как можно большего количества точек в многомерном пространстве, между которыми можно построить только острые углы.
- Задача «никакие три точки не лежат на одной прямой», состоящая в нахождении количества точек, которые можно расположить на решётке {\displaystyle n\times n} так, чтобы никакие три точки не находились на одной прямой.